# 29203 Schnitger
29203 Schnitger este un asteroid din centura principală de asteroizi.

## Descriere
29203 Schnitger este un asteroid din centura principală de asteroizi. A fost descoperit pe 9 aprilie 1991 la Tautenburg de Freimut Börngen. Asteroidul prezintă o orbită caracterizată de o semiaxă mare de 2,60 ua, o excentricitate de 0,14 și o înclinație de 4,5° în raport cu ecliptica.